# Tua Forsström
Tua Birgitta Forsström, född 2 april 1947 i Borgå i Finland, är en finlandssvensk författare. Tua Forsström är mest känd som lyriker men har även skrivit  texter för ett oratorium och ett rekviem, operalibretto och dramatik. Hon debuterade 1972 med En dikt om kärlek och annat. Hon har varit stilbildande inom nordisk lyrik och har tilldelats en mängd litteraturpriser. Hennes dikter är översatta till flera språk. 2019 utsågs hon till ledamot i Svenska Akademien. Hon avgick från uppdraget som ledamot i Svenska Akademien i december 2024.

## Biografi
Tua Forsströms far var forstmästare och modern folkskollärare. Hon lärde sig tidigt att läsa och uppmuntrades att skriva och sjunga. Hon avlade studentexamen i Ekenäs 1966 och studerade därefter psykologi, svensk litteratur och filosofi vid Helsingsfors universitet.
År 1972 blev hon kandidat i humanistiska ämnen och började därefter arbeta som journalist vid Nya Pressen och radion samt som förlagsredaktör vid Söderströms förlag. Samma år publicerade hon sin första diktsamling.
Tua Forsström adopterade 1976 dottern Linda från Thailand. Hon bor halvårsvis bor i Helsingfors och i Tenala i västra Nyland, där hon tillbringat sin barndoms somrar. År 2015 avled hennes barnbarn Vanessa. Till hennes minne har Tua Forsström och dottern Linda Ramadani instiftat Vanessapriset för barn- och ungdomslitteratur.
Tua Forsström var styrelsemedlem i Finlands svenska författareförening 1973-85 samt 1989-95 och vice ordförande vid finska PEN 1984-86
I februari 2019 valdes hon till ny ledamot på stol nr 18 i Svenska Akademin. Hon efterträdde där Katarina Frostenson och tog sitt inträde under Svenska Akademiens högtidssammankomst 20 december 2019.

## Författarskap
Tua Forsström skriver på svenska. Under uppväxten läste hon och tog intryck av bland andra de svenska poeterna Verner von Heidenstam, Werner Aspenström och Gunnar Ekelöf. 
Bland andra poeter som givit påverkan finns Rainer Maria Rilke. 
Debutsamlingen En dikt om kärlek och annat från 1972 mottogs positivt, och för den fjärde diktsamlingen Tallört, 1979, tilldelades författaren statens litteraturpris och hon benämndes ”en av finlandssvenskhetens allra främsta diktare idag”.
Hennes dikter kännetecknas av ett enkelt, tillgängligt språk med en melankolisk ton. Naturen är påtagligt närvarande. Dikterna beskrivs som måleriska och stämningsfångande. Det finns ofta referenser till litteratur, filosofi eller konst: "...hennes lyrik är full av internationella referenser men det enkla, anspråkslöst naturnära med lokal prägel utgör ett viktigt inslag". Hon har tillämpat en dialektisk poesiteknik med egna och andras textfragment ställda i relation till varandra. Samlingen Efter att ha tillbringat en natt bland hästar, 1997, innehåller dikter i dialog med den ryske regissören Andrej Tarkovskij. För denna tilldelades författaren Nordiska rådets litteraturpris. Sorg och saknad präglar de senare diktsamlingarna En kväll i oktober rodde jag ut på sjön, 2012, och Anteckningar, 2018.
Tua Forsström har också skrivit sångtexter, oratoriet Marianergraven, librettot till operan Stjärndamm , ett rekviem samt dramatik.

### Diktsamlingar
- 1972 – En dikt om kärlek och annat
- 1974 – Där anteckningarna slutar
- 1976 – Egentligen är vi mycket lyckliga
- 1979 – Tallört
- 1983 – September
- 1987 – Snöleopard
- 1988 – Ekenäs (tillsammans med Vidar Lindqvist)
- 1990 – Men även det som syns är vackert
- 1990 – Marianergraven
- 1992 – Parkerna
- 1997 – Efter att ha tillbringat en natt bland hästar
- 2004 – Där en mild vind från väster blåser
- 2006 – Sånger
- 2012 – En kväll i oktober rodde jag ut på sjön
- 2018 – Anteckningar

### Samlingsvolym
- 2003 – Jag studerade en gång vid en underbar fakultet

## Priser och utmärkelser
- 1987 – Sveriges Radios Lyrikpris
- 1988 – Edith Södergran-priset
- 1991 – Gustaf Fröding-sällskapets lyrikpris
- 1991 – Pro Finlandia-medaljen
- 1992 – Svenska Akademiens Finlandspris
- 1992 – Göteborgs-Postens litteraturpris
- 1993 – Gerard Bonniers lyrikpris
- 1998 – Tollanderska priset
- 1998 – Nordiska rådets litteraturpris med motiveringen: "Efter att ha tillbringat en natt bland hästar är en mångbottnad diktsamling med stråk av humor och sorg. Den är tematiskt sammanhållen, musikalisk och har stark närvaro i nuet.”[15]
- 2003 – Bellmanpriset[16]
- 2007 – Aniarapriset[17]
- 2007 – De Nios Stora Pris[18]
- 2013 – Aspenströmpriset[19]
- 2018 – Albert Bonnier-stipendium[20]
- 2018 – Bellmanpriset[21]
- 2019 – Ferlinpriset[22]